# Guillaume Rougeot
Pour les articles homonymes, voir Rougeot.
Guillaume Rougeot est un homme politique français né le 18 juillet 1806 à Saint-Désert (Saône-et-Loire) et mort dans la même commune le 28 janvier 1872.

## Biographie
Cultivateur, maire de Saint-Désert, il est député de Saône-et-Loire en 1849, siégeant au groupe d'extrême gauche de la Montagne. Compromis dans la journée du 13 juin 1849, il est déchu de son mandat et déporté.

## Sources
- « Guillaume Rougeot », dans Adolphe Robert et Gaston Cougny, Dictionnaire des parlementaires français, Edgar Bourloton, 1889-1891 [détail de l’édition]